# MTV Video Music Award – najlepsze zdjęcia
Poniższa lista przedstawia kolejnych zwycięzców nagrody MTV Video Music Awards w kategorii Best Cinematography.
| Rok  | Wykonawca                              | Piosenka                    |
| ---- | -------------------------------------- | --------------------------- |
| 1984 | The Police                             | Every Breath You Take       |
| 1985 | Don Henley                             | The Boys of Summer          |
| 1986 | a-Ha                                   | The Sun Always Shines on TV |
| 1987 | Robbie Nevil                           | C’est la vie                |
| 1988 | Sting                                  | We'll Be Together           |
| 1989 | Madonna                                | Express Yourself            |
| 1990 | Madonna                                | Vogue                       |
| 1991 | Chris Isaak                            | Wicked Game                 |
| 1992 | Guns N’ Roses                          | November Rain               |
| 1993 | Madonna                                | Rain                        |
| 1994 | R.E.M.                                 | Everybody Hurts             |
| 1995 | The Rolling Stones                     | Love Is Strong              |
| 1996 | Smashing Pumpkins                      | Tonight, Tonight            |
| 1997 | Jamiroquai                             | Virtual Insanity            |
| 1998 | Fiona Apple                            | Criminal                    |
| 1999 | Marilyn Manson                         | The Dope Show               |
| 2000 | Macy Gray                              | Do Something                |
| 2001 | Fatboy Slim                            | Weapon of Choice            |
| 2002 | Moby                                   | We Are All Made of Stars    |
| 2003 | Johnny Cash                            | Hurt                        |
| 2004 | Jay-Z                                  | 99 Problems                 |
| 2005 | Green Day                              | Boulevard of Broken Dreams  |
| 2006 | James Blunt                            | You're Beautiful            |
| 2007 | nieudzielona                           | -                           |
| 2008 | The White Stripes                      | Conquest                    |
| 2009 | Green Day                              | 21 Guns                     |
| 2010 | Jay-Z ft. Alicia Keys                  | Empire State of Mind        |
| 2011 | Adele                                  | Rolling in the Deep         |
| 2012 | M.I.A.                                 | Bad Girls                   |
| 2013 | Macklemore i Ryan Lewis ft. Ray Dalton | Can't Hold Us               |
| 2014 | Beyoncé                                | Pretty Hurts                |
| 2015 | Flying Lotus ft. Kendrick Lamar        | Never Catch Me              |
| 2016 | Beyoncé                                | Formation                   |
| 2017 | Kendrick Lamar                         | HUMBLE.                     |
| 2018 | Beyoncé i Jay-Z (The Carters)          | Apeshit                     |
| 2019 | Shawn Mendes i Camila Cabello          | Señorita                    |
| 2020 | Lady Gaga i Ariana Grande              | Rain On Me                  |
| 2021 | Beyoncé, Blue Ivy, SAINt JHN i WizKid  | Brown Skin Girl             |
| 2022 | Harry Styles                           | As It Was                   |